# Daugavpils kommun
Daugavpils kommun (lettiska: Daugavpils novads) var en kommun i Lettland. Den låg i den sydöstra delen av landet, 190 km sydost om huvudstaden Riga. Antalet invånare var 28 733. Arean var 1 878 kvadratkilometer. Den administrerades från Daugavpils, men staden ingick inte i kommunen utan var en av landets nio självständiga, republikstäder.
2021 slogs kommunen samman med Ilūkste kommun och bildade Augšdaugava kommun.
Följande samhällen fanns i Daugavpils kommun:
- Kalupe
- Medumi
- Nīcgale
- Maļinova
- Tabore
- Saliena
- Ambeļi
- Demene
- Biķernieki
- Višķi
- Skrudaliena